# ماستیف تبت

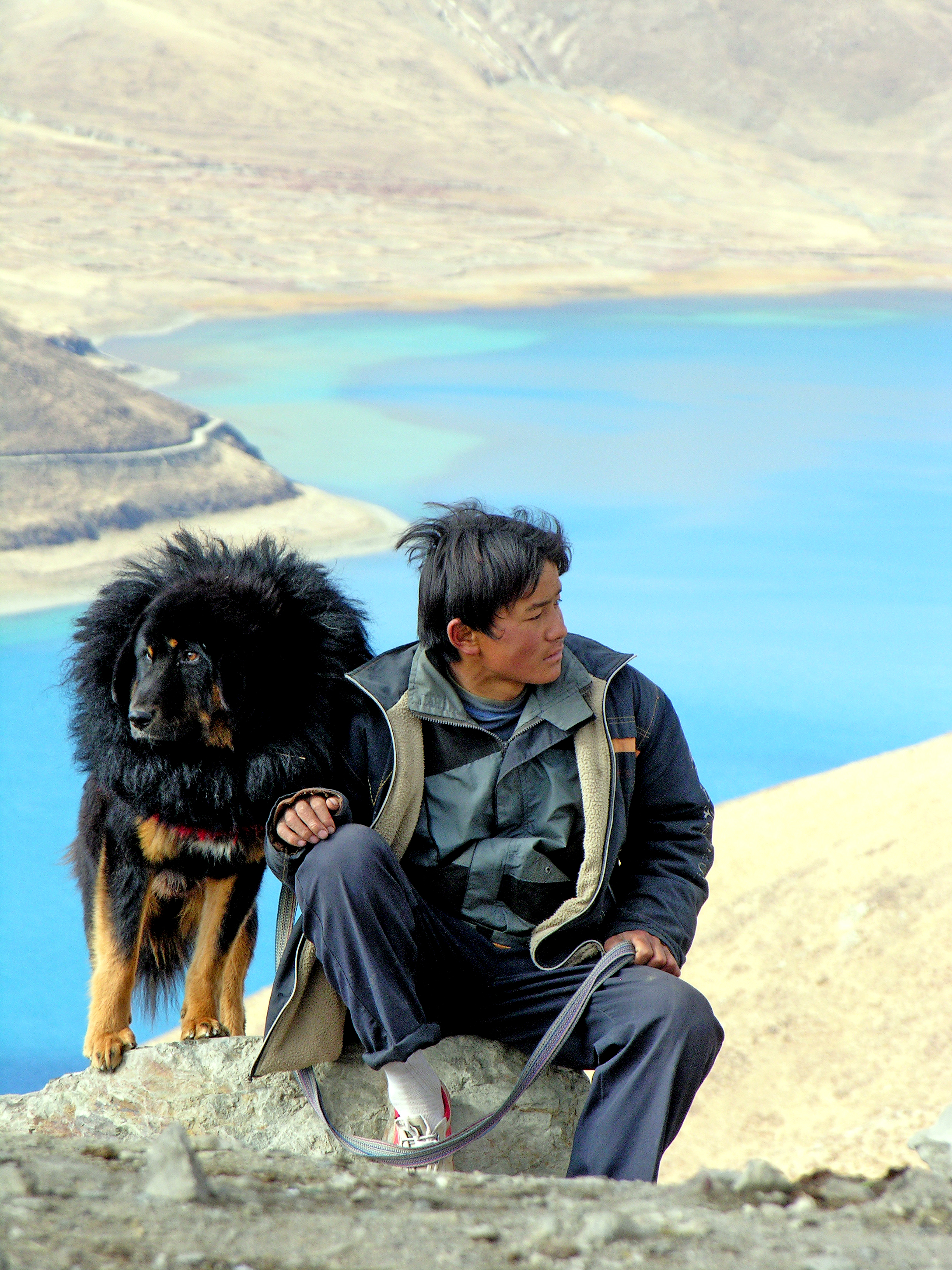
ماستیف تبت در تبت

ماستیف تبت (به انگلیسی: Tibetan Mastiff) یک سگ عظیم‌الجثه متعلق به فلات تبت می‌باشد که دارای موی فراوانی است و می‌تواند در محیط‌های سرد به راحتی زندگی کند.

## کاربرد های سگ تبتی
از این نژاد برای نگهبانی، شکار و گله داری استفاده می‌شود و در بعضی محافل به شیر سگ معروف است. مشکلات ژنتیکی و آلرژی‌های این نژاد باعث شده تا این گونه جانوری کمیاب باشد. ماستیف تبت گران‌ترین سگ دنیا است. قد این سگ از ۶۱ تا ۷۱ سانتیمتر و وزنش از ۶۴ تا ۹۹ کیلوگرم متغیر است.